# Ryan Navion
El Ryan Navion fue un avión monomotor estadounidense de cuatro plazas, no presurizado y con tren de aterrizaje retráctil, diseñado y construido inicialmente por North American Aviation en los años 40 del siglo XX. Fue construido más tarde por la Ryan Aeronautical Company y la Tubular Steel Corporation (TUSCO). El Navion fue concebido como un avión que coincidiría perfectamente con el esperado auge de la aviación civil de posguerra, ya que fue diseñado con las líneas generales del, y por la misma compañía que lo produjo, North American P-51 Mustang.

## Diseño y desarrollo

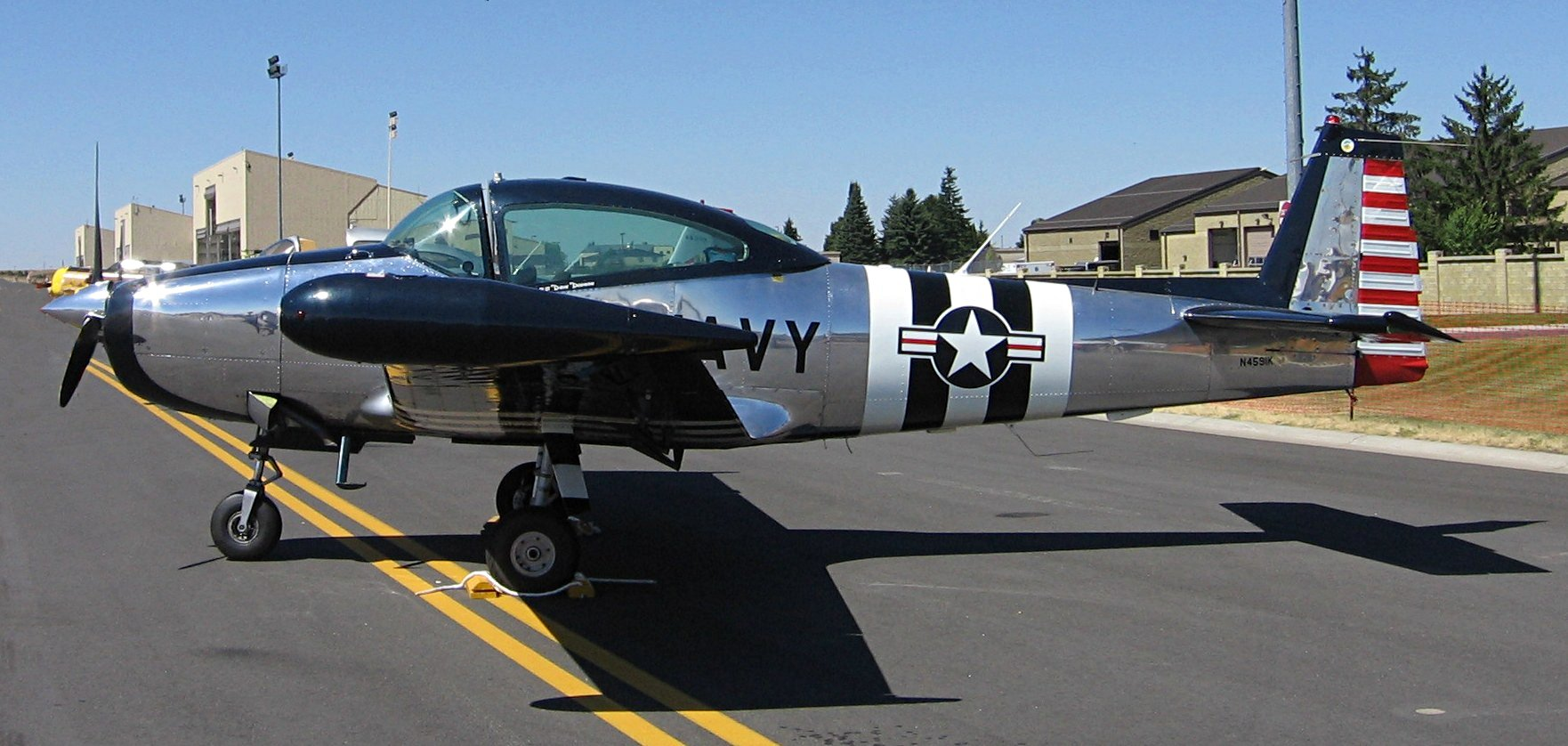
Navion con motor Continental IO-520.

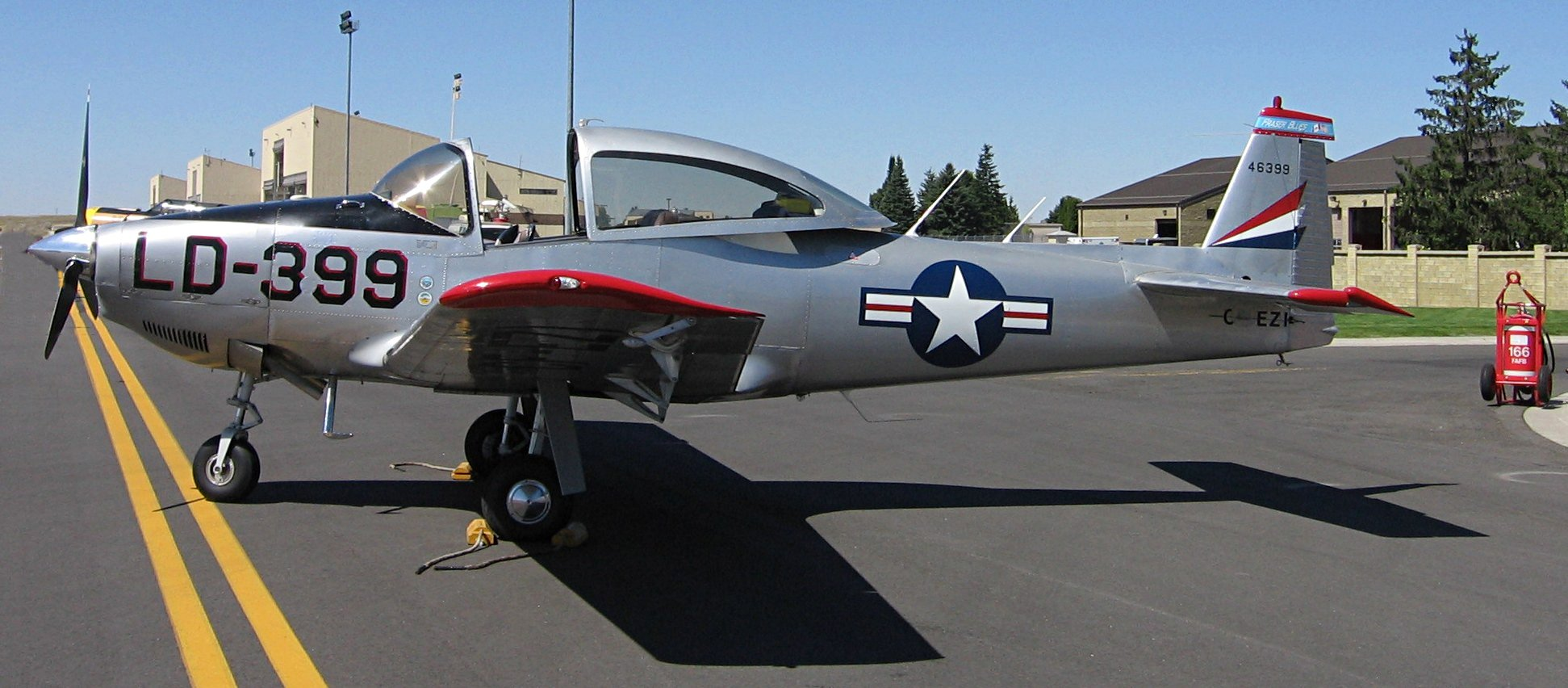
Navion con la cubierta abierta.

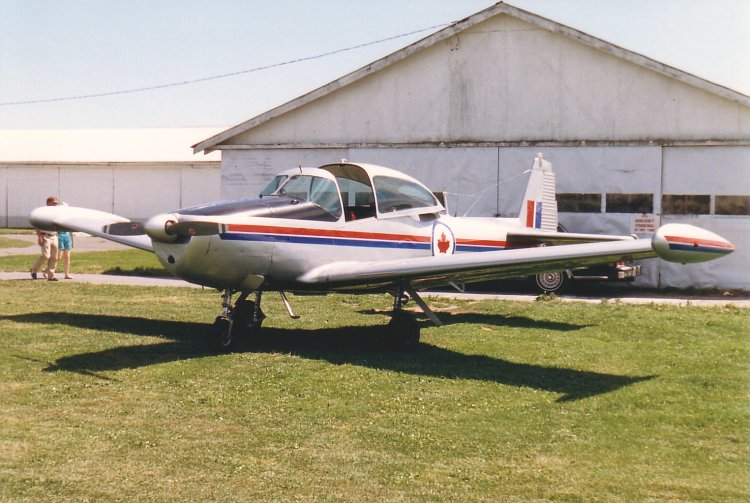
Ryan Navion en el Delta Air Park de 1988.

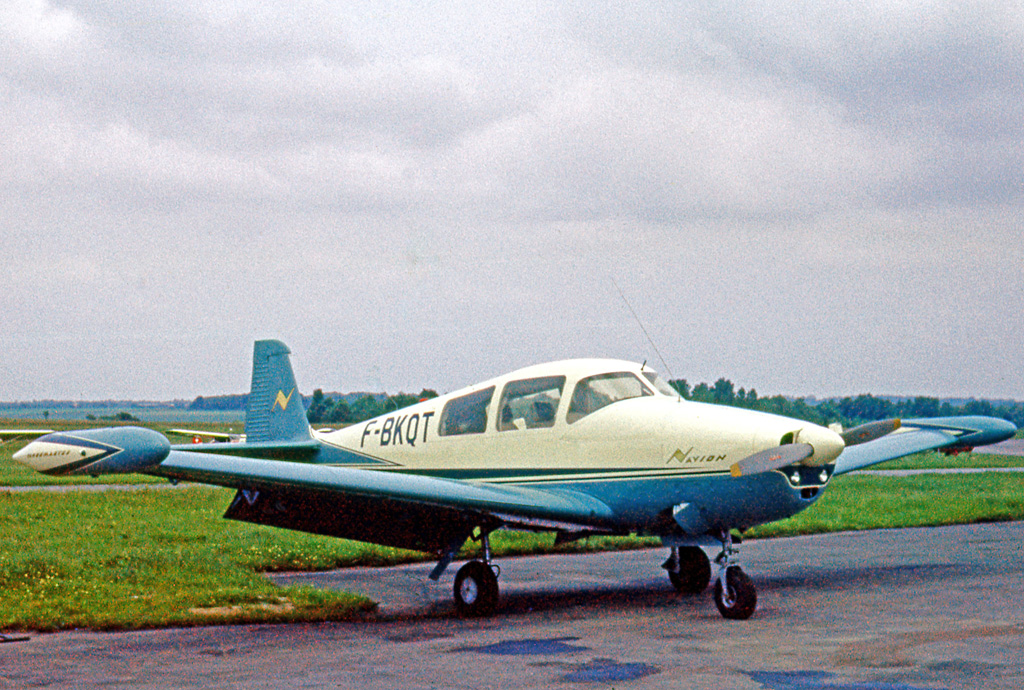
Navion G Rangemaster registrado en Francia con aleta modificada y otras mejoras.

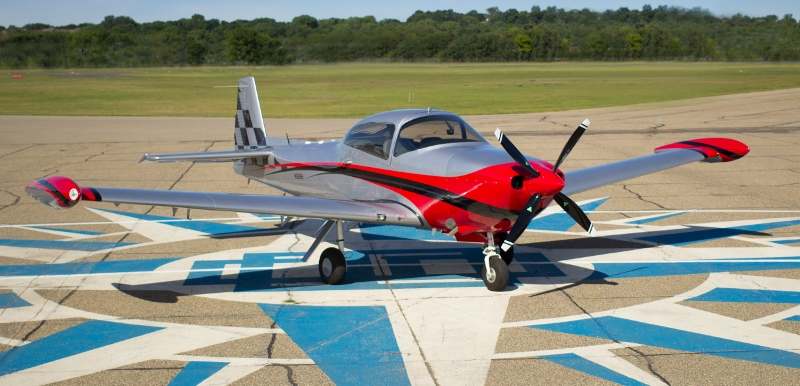
Un North American Navion de 1947 restaurado en fábrica.

El Navion fue diseñado originalmente al final de la Segunda Guerra Mundial por North American Aviation como el NA-143 (pero fue producido bajo la designación NA-145). Fue diseñado para el mercado civil, pero también atrajo el interés de las Fuerzas Aéreas del Ejército de los Estados Unidos. Las USAAF ordenaron 83 ejemplares de la versión NA-154, designado L-17A, para ser usado como avión de enlace, transporte de personal y carga, y como entrenador para el programa de entrenamiento basado en las universidades del Cuerpo de Entrenamiento de Oficiales de la Reserva, 35 de los cuales fueron más tarde convertidos al estándar L-17C por la Schweizer Aircraft Company, equipándolos con características del modelo L-17B, como el depósito de combustible auxiliar.
Ryan Aeronautical Company adquirió el diseño en 1948, y construyó aproximadamente 1200 ejemplares en los siguientes tres años. Ryan designó el avión como Navion A con un Continental E-185-3 o -9 de 153 kW (205 hp) y, más tarde, apareció el Navion B con motores de 194 kW (260 hp), ya fuera el Lycoming GO-435-C2 u, opcionalmente, el Continental IO-470. El Navion A se convirtió en la base del L-17B militar.
Se desarrolló un único prototipo del Navion Model 72 para competir por un contrato de un avión entrenador para la Fuerza Aérea estadounidense, que fue concedido a Beechcraft y que resultó en el T-34. El prototipo presentaba acomodación biplaza lado a lado, y doce ventanas destinadas a ser reemplazadas por una cubierta de burbuja. El Model 72 no se produjo en masa, pero, en cambio, fue usado como bancada volante para probar futuras modificaciones en la línea del Navion.
TUSCO asumió la producción del Navion a mitad de los años 50, fabricando los modelos D, E y F con una variedad de mejoras que incluían depósitos de punta alar y remaches enrasados. Se fabricaron aviones Navion Rangemaster de 1961 a 1976. Su producción siguió a la de los primeros aviones Navion de modelo de cubierta. Además de los depósitos de combustible principales de 150 l, los Rangemaster añadieron depósitos alares con 128 l cada uno. La capacidad total de combustible de 407 l le dio a esos Navion el alcance por el que fueron así bautizados. TUSCO también introdujo el modelo Navion Rangemaster G en 1960, que incorporaba todos los avances previos, reemplazaba la cubierta deslizante del Navion por una puerta lateral, agrandaba la cabina, creaba cinco asientos separados, y estandarizaba el uso de depósitos de punta alar y mayores modelos tardíos de motores Continental. También se produjo un Model H, casi igual que el Model G, salvo por unas pocas mejoras menores. Los últimos Navion (todos Model H) fueron fabricados por la Navion Aircraft Company en una corta serie de producción que finalizó en 1976, en uno de los varios intentos de restablecer el avión a una vialidad comercial.

## Historia operacional

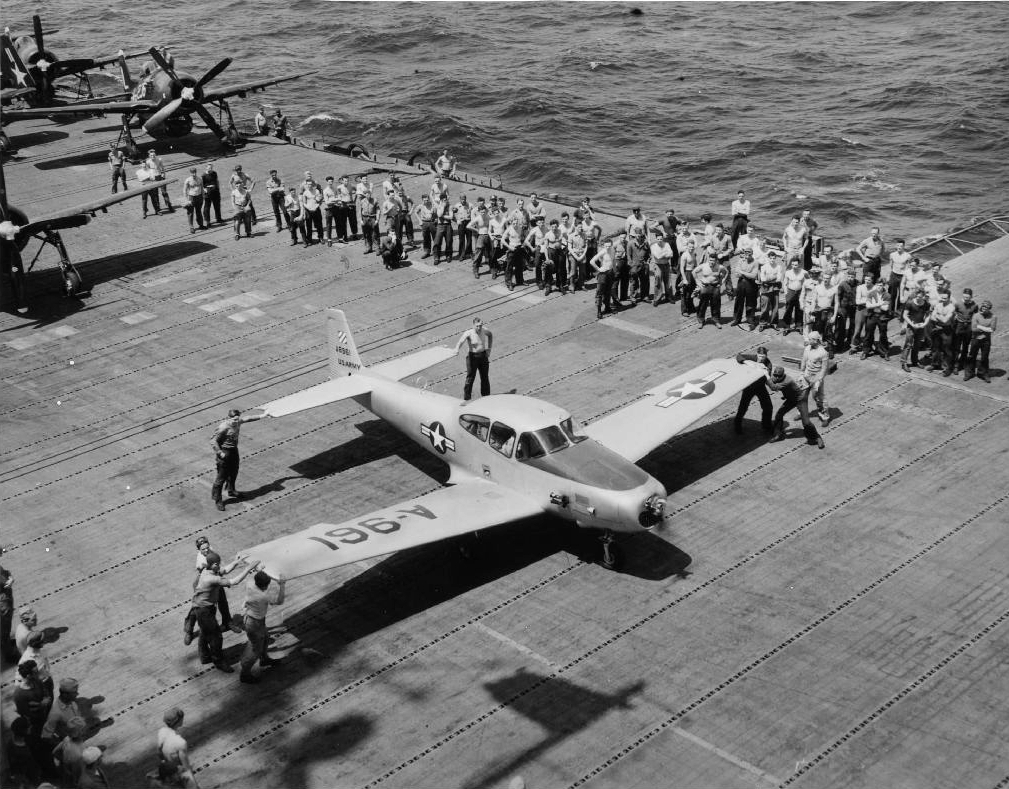
Ryan L-17B Navion en el USS Leyte (CV-32), 1950.

Antes de la Segunda Guerra Mundial, los aviones ligeros civiles como el Piper J-3 Cub y el Aeronca Champion estaban fabricados típicamente de fuselajes de madera o de tubo de acero con alas de madera. Estos diseños de preguerra también se comercializaron después de la guerra, pero no se vendieron bien. Mientras, Republic ofrecía un avión anfibio, el Seabee, Cessna ofrecía el 195, y Beechcraft el, con mucho, más exitoso Bonanza, que permanecía en producción en 2019. Todos estos aviones, incluyendo al Navion, eran significativamente más avanzados que los aviones civiles de preguerra y prepararon el escenario para aviones construidos de chapas de aluminio remachadas a cuadernas de aluminio. Se pensaba que los pilotos de combate volverían a casa y continuarían volando con sus familias y amigos en condiciones más pacíficas, pero el auge de posguerra en la aviación civil no se materializó en la medida que imaginaron los fabricantes.
Las ventas del Navion se vieron favorecidas por la visibilidad de varias celebridades que lo volaron, incluyendo a Veronica Lake, Arthur Godfrey, Mickey Rooney y Bill Cullen. El senador retirado de Utah Jake Garn es un propietario actual de Navion.

### Presente
En 2010, muchos Navion estaban volando todavía y existe una activa comunidad de propietarios de Navion. El 18 de marzo de 2003, Sierra Hotel Aero Inc de South St. Paul (Minnesota), compró el certificado de tipo, datos de diseño, moldes y herrajes. La compañía se fundó en enero de 2003, lo que le llevaría dos o tres años poner el avión en producción de nuevo. Mientras tanto, Sierra Hotel Aero realizó refabricaciones y modernizaciones a algunos propietarios de Navion.
Se volaron un par de Navion muy modificados por la Universidad de Princeton, como Variable-Response Research Aircraft (VRA) y Avionics Research Aircraft (ARA). Al VRA se le dotó de un par de superficies verticales generadores de fuerzas laterales montadas a medio camino entre las raíces y las puntas alares, y un sistema de control de vuelo por cable digital (DFBW), instalado por primera vez en 1978, que compara el sistema de control mecánico estándar del Navion y los flaps alares de acción rápida que producen sustentación tanto negativa como positiva. Con ellos, el VRA puede simular los movimientos de otros modelos de aviones a través de un control independiente y de bucle cerrado de todas las fuerzas y momentos que actúan en el avión. Habiendo completado 20 años de investigación en el Laboratorio de Investigación de Vuelo de la Universidad de Princeton, el VRA y su gemelo, el Avionics Research Aircraft (que es virtualmente idéntico al VRA, pero no tiene las superficies de fuerzas laterales), pertenecen actualmente y son operados por el Instituto Espacial de la Universidad de Tennessee.

## Variantes

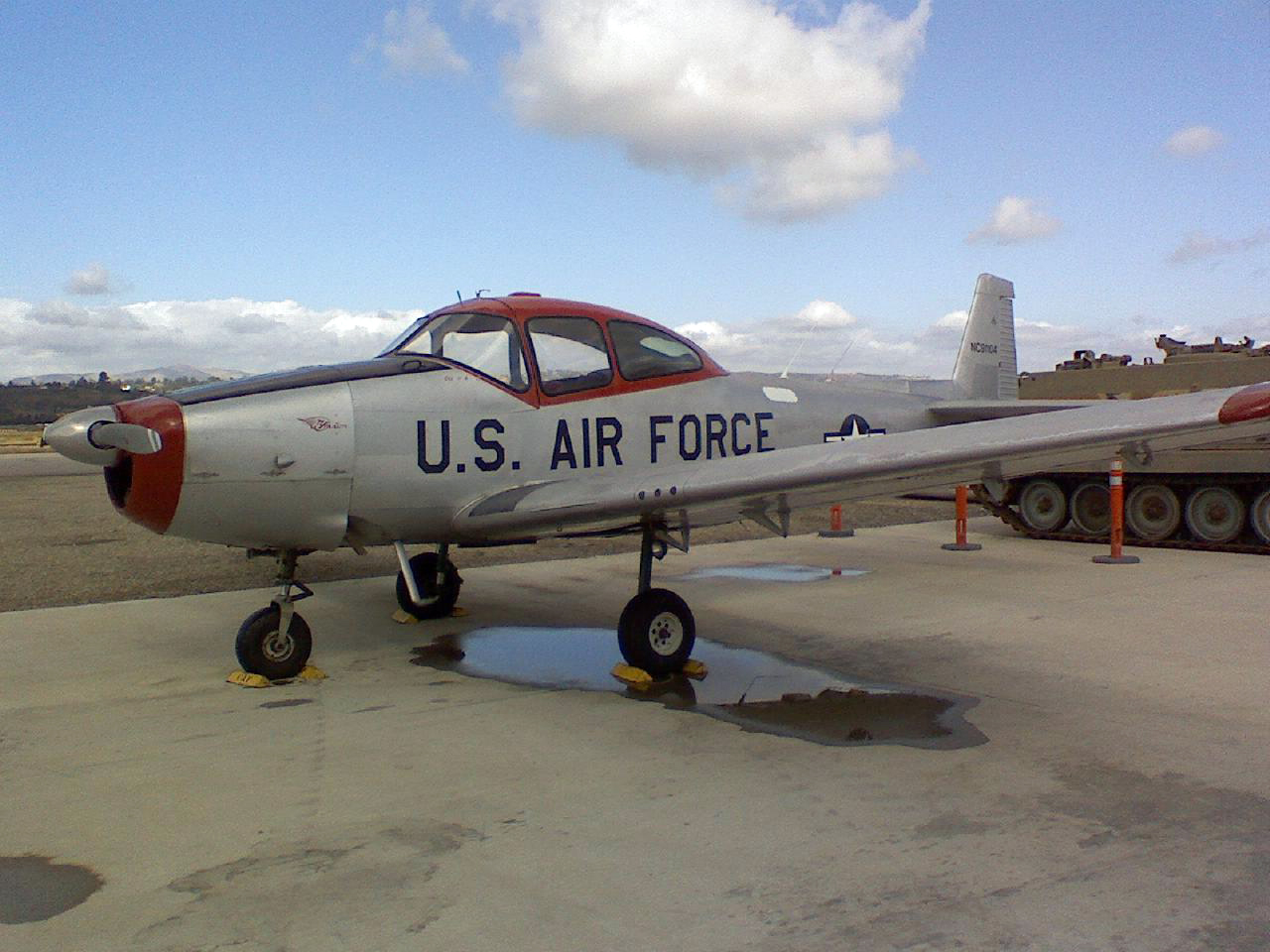
North American L-17A, volado por la Commemorative Air Force, Camarillo Airport.

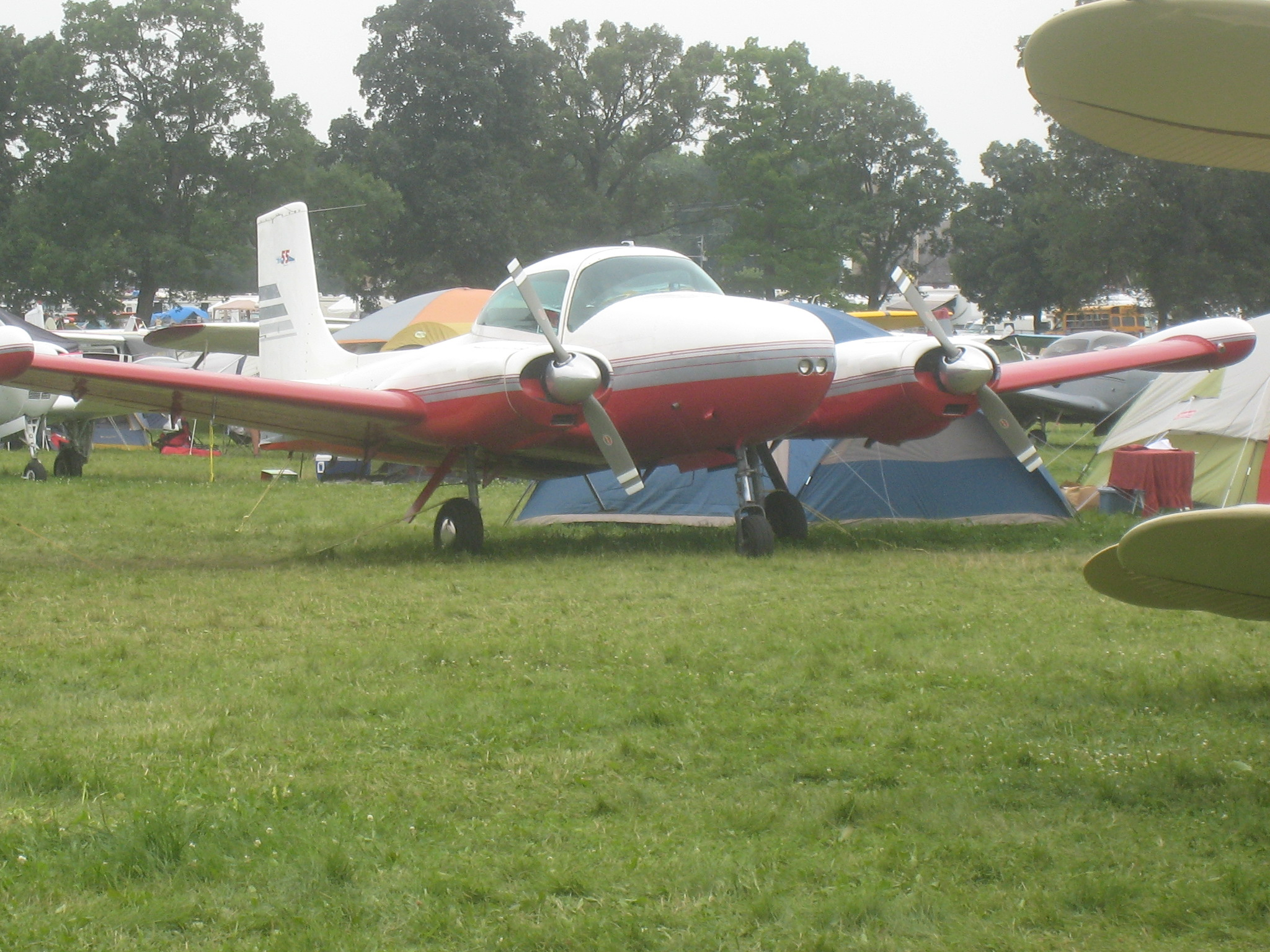
Una conversión Twin Navion.

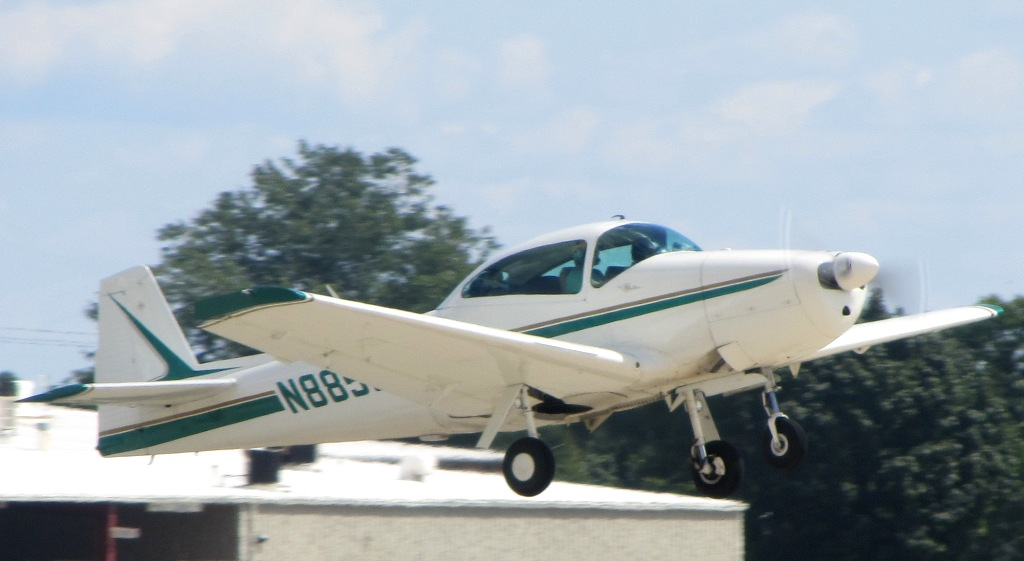
Navion A de 1947.

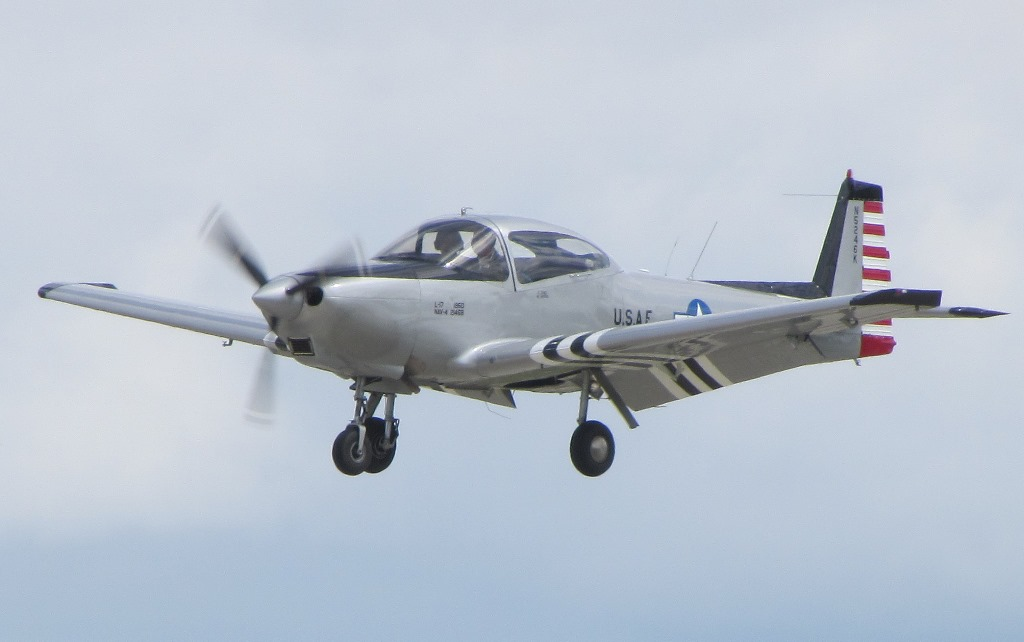
Ryan Navion B de 1950.

### Civiles
North American NA-143
Dos prototipos.
North American NA-145 NAvion
Aviones de producción construidos por North American, 1027 construidos.
North American NA-154 NAvion
Versión militar para el Ejército de los Estados Unidos como L-17A, 83 construidos.
Ryan Navion
Aviones de producción construidos por Ryan, 600 construidos.
Ryan Navion A
Navion mejorado con motor Continental E-185-9 de 205 hp, 602 construidos.
Ryan Navion B
Modificado para el más potente motor Lycoming GO-435-C2 de 260 hp, también conocido como Super Navion 260, 222 construidos.
Tusco Navion D
Conversión realizada por la Tulsa Manufacturing Company con un motor Continental IO-470-P de 240 hp y depósitos de  punta alar.
Tusco Navion E
Conversión realizada por la Tulsa Manufacturing Company con un motor Continental IO-470-C de 250 hp y depósitos de  punta alar.
Tusco Navion F
Conversión realizada por la Tulsa Manufacturing Company con un motor Continental IO-470-H de 260 hp y depósitos de  punta alar.
Navion G Rangemaster
Avión rediseñado por la Navion Aircraft Company con motor Continental IO-470-H de 260 hp, cabina integral y depósitos de punta alar, 121 construidos, algunos construidos como Rangemaster G-1 con empenaje modificado.
Navion H Rangemaster
Navion G con motor Continental IO-520-B de 285 hp, 60 construidos; un avión adicional fue construido por la Navion Rangemaster Aircraft Company en 1974.
Ryan Model 72
Un Navion B fue modificado como entrenador biplaza para entrar en una competición de la Armada estadounidense contra el Temco Model 33 Plebe.
Camair Twin Navion
Conversión bimotora Camair 480, dos Continental O-470-B de 240 hp cada uno. Camair 480C con dos Continental IO-470-D de 260 hp cada uno, más de 25 construidos.
X-16 Bi-Navion
Un prototipo bimotor (Lycoming de 130 hp) diseñado y construido por la Dauby Equipment Company en 1952, producción por Riley y más tarde por Temco.
Temco Riley 55
Versión inicial de la conversión bimotora del Navion.
D-16 Twin Navion
Versión de producción del X-16 con motores Lycoming O-320 de 150 hp y alas reforzadas, 19 conversiones por Riley y 46 por Temco.
Temco D-16A
Conversión D-16 mejorada con dos motores Lycoming O-340-A1A de 170 hp, depósitos en góndolas y depósitos de punta alar de 75,71 l, total de combustible de 545,1 l. 45 conversiones.

### Militares
L-17A
Designación militar dada a los NA-154 entregados el Ejército estadounidense, 83 construidos, redesignados U-18A en 1962.
QL-17A
Seis L-17A modificados por Temco como drones de control remoto, para la Fuerza Aérea estadounidense.
L-17B
Designación militar dada a los Navion A construidos por Ryan y entregados el Ejército estadounidense, 163 construidos; redesignados U-18B en 1962.
L-17C
L-17A modificados por Ryan con frenos mejorados y capacidad de combustible aumentada, 35 modificados; redesignados U-18C en 1962.
XL-17D
Tres antiguos XL-22A para evaluación.
XL-22A
Tres Navion B construidos por Ryan para el Ejército estadounidense, redesignados XL-17D.
U-18A
Redesignación de 1962 de antiguos L-17A.
U-18B
Redesignación de 1962 de antiguos L-17B.
U-18C
Redesignación de 1962 de antiguos L-17C.

## Operadores

### Civiles
El Navion es muy popular entre particulares y compañías.

### Militares
Estados Unidos
- Fuerza Aérea de los Estados Unidos[10]
- Ejército de los Estados Unidos[11]
- Guardia Aérea Nacional de los Estados Unidos[12]

 Uruguay
- Fuerza Aérea Uruguaya: utilizó 5 L-17B en tareas de enlace entre 1949 y 1975.

## Especificaciones (Super 260 Navion)
Referencia datos: Jane's All The World's Aircraft 1951–52

### Características generales
- Tripulación: Uno (piloto)
- Capacidad: Tres pasajeros
- Longitud: 8,4 m (27,5 ft)
- Envergadura: 10,2 m (33,4 ft)
- Altura: 2,6 m (8,7 ft)
- Superficie alar: 17,1 m² (184,1 ft²)
- Peso vacío: 875 kg (1928,5 lb)
- Peso cargado: 1293 kg (2849,8 lb)
- Planta motriz: 1× motor bóxer de seis cilindros refrigerado por aire Lycoming GO-435-C2.
  - Potencia: 190 kW (262 HP; 258 CV) (potencia al despegue)
- Capacidad de combustible: 150 l

### Rendimiento
- Velocidad máxima operativa (Vno): 280 km/h (174 MPH; 151 kt)
- Velocidad crucero (Vc): 274 km/h (170 MPH; 148 kt)
- Alcance: 958 km (517 nmi; 595 mi)
- Techo de vuelo: 5500 m (18 045 ft)
- Régimen de ascenso: 6,4 m/s (1260 ft/min)
- Carrera de despegue: 120 m
- Distancia de aterrizaje: 143 m

## Aeronaves relacionadas

### Aeronaves similares
- Messerschmitt Bf 108/ Nord 1000 Pingouin
- Orlican L-40 Meta Sokol
- Beechcraft Bonanza
- Mooney M20
- Piper Comanche
- Piaggio P.149

### Secuencias de designación
- Secuencia NA-_ (interna de North American): ← NA-140 - NA-141 - NA-142 - NA-143 - NA-144 - NA-145 - NA-146 - NA-147 - NA-148 -- NA-151 - NA-152 - NA-153 - NA-154 - NA-155 - NA-156 - NA-157 →
- Secuencia L-_ (Aviones de Enlace de las USAAF/USAF, 1942-1962): ← L-14 - L-15 - L-16 - L-17 - L-18 - L-19  - L-20  - L-21  - L-22 - L-23 - L-24 - L-25 →
- Secuencia U-_ (Aviones Utilitarios estadounidenses, 1962-presente): ← U-11 - U-16 - U-17 - U-18 - U-19 - U-20 - U-21 →